# Косовец (община Булкиза)
Косовец (на албански: Kosoveci, Косовеци) е село в Република Албания в община Булкиза, административна област Дебър.

## География
Селото понякога е смятано за част от историкогеографската област Голо бърдо. На практика е северна махала на Люболеш.

## История

### В Османската империя
Според статистиката на Васил Кънчов („Македония. Етнография и статистика“) към началото на XX век Косачъ е част от Грика Маде (Голема река) и е чисто албанско – в него живеят 35 души арнаути мохамедани.
На Етнографската карта на Битолския вилает на Картографския институт в София от 1901 година Косач е чисто албанско село в Дебърската каза на Дебърския санджак с 4 къщи.

### В Албания
В 1940 година Миленко Филипович пише че Косовац или на албански Косовец е вече чисто мюсюлманско село в Голо бърдо с около 30 сръбски и албански къщи. Православните жители са се изселили в Дебър и Банище. В селото има остатъци от православна църква. Православният род Янковци в Мало Острени според него е от Косовац.
До 2015 година е част от община Горица.